# Suzanne Guité
Suzanne Guité (10 décembre 1926 - 6 février 1981) est une sculptrice d’origine québécoise qui se démarque au Canada et à l’international par la dimension tellurique de sa pratique.

## Biographie
Suzanne Guité naît en 1926 à New Richmond. C’est toutefois à Percé (Gaspésie) qu’elle mène la plus grande partie de sa vie.
Elle s’initie à la sculpture à l'Institute of Design de Chicago auprès de László Moholy-Nagy et Alexander Archipenko, ainsi qu’auprès de Constantin Brâncuși. Guité poursuit ensuite ses études à l'Accademia di Belle Arti di Firenze, puis à l'Instituto Politécnico Nacional de Mexico. Elle se passionne pour l’archéologie, l'histoire de l'art de la Crète et de Rhodes.

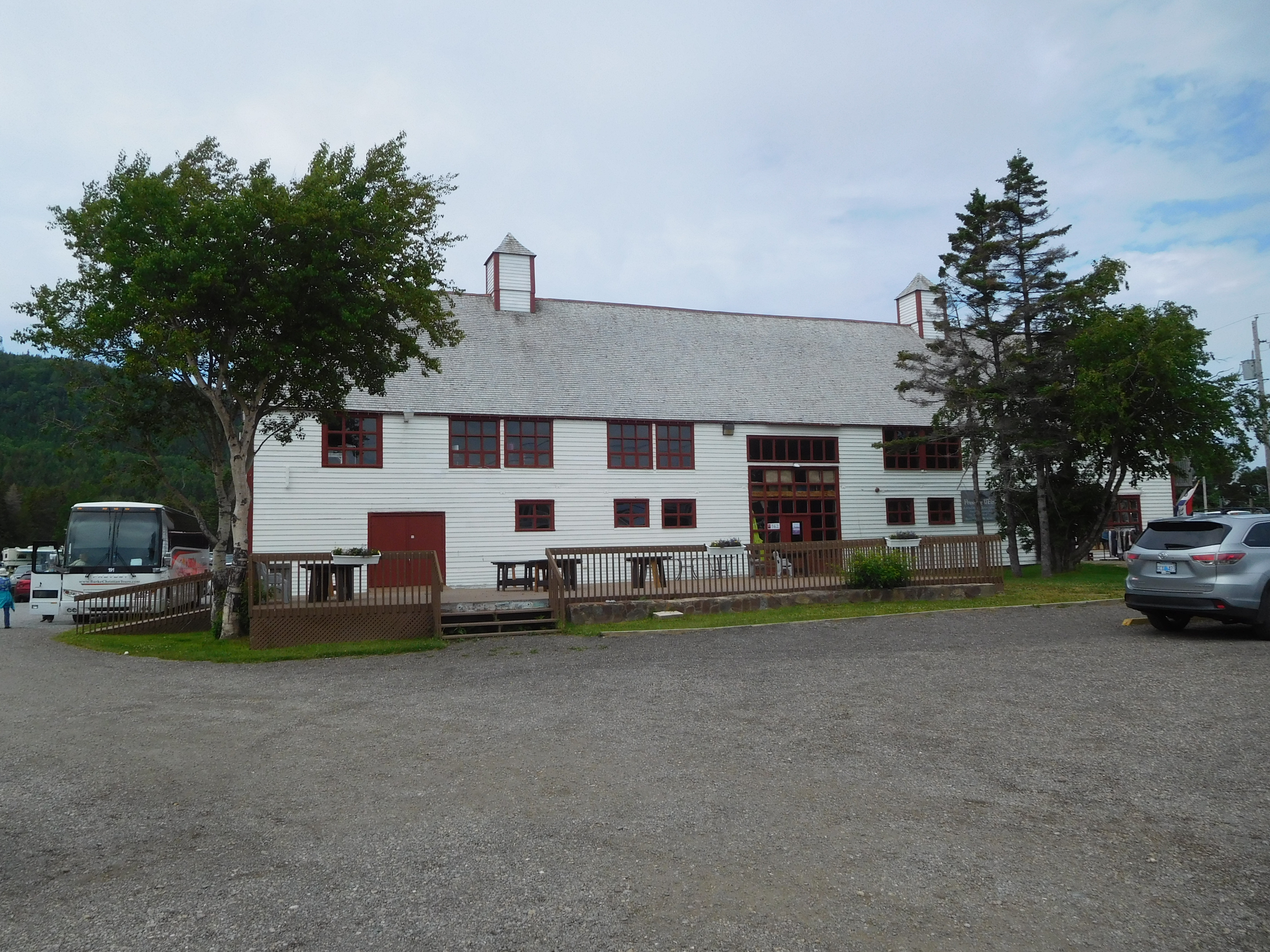
Centre d'art de Percé

En 1951, alors qu'elle étudie à Florence, elle fait la rencontre du peintre peintre Alberto Tommi. Ils se marient et rentrent à Percé. 
En 1956, le couple fonde le Centre d'art de Percé. Guité est invitée à la Biennale de Venise de 1958. En 1975, elle est élue à l'Académie royale des arts du Canada. 
Mieux connue comme sculptrice, de 1956 à 1960, elle peint des peintures murales ; elle crée également des peintures, dont des aquarelles et des tapisseries. Elle réalise entre autres une murale en terre cuite de 20 pieds sur 18 dans le hall du Palais de Justice de New Carlisle. 
Guité crée une grande sculpture appelée la Maternité aux jumeaux pour l'Expo 67.
Le 6 février 1981, elle est assassinée par son second mari dans sa résidence de San Agustín Etla, tout près de Oaxaca au Mexique,.
La vie de Guité a été décrite dans "S. Guité La force tranquille", un épisode de la série documentaire Histoires oubliées.

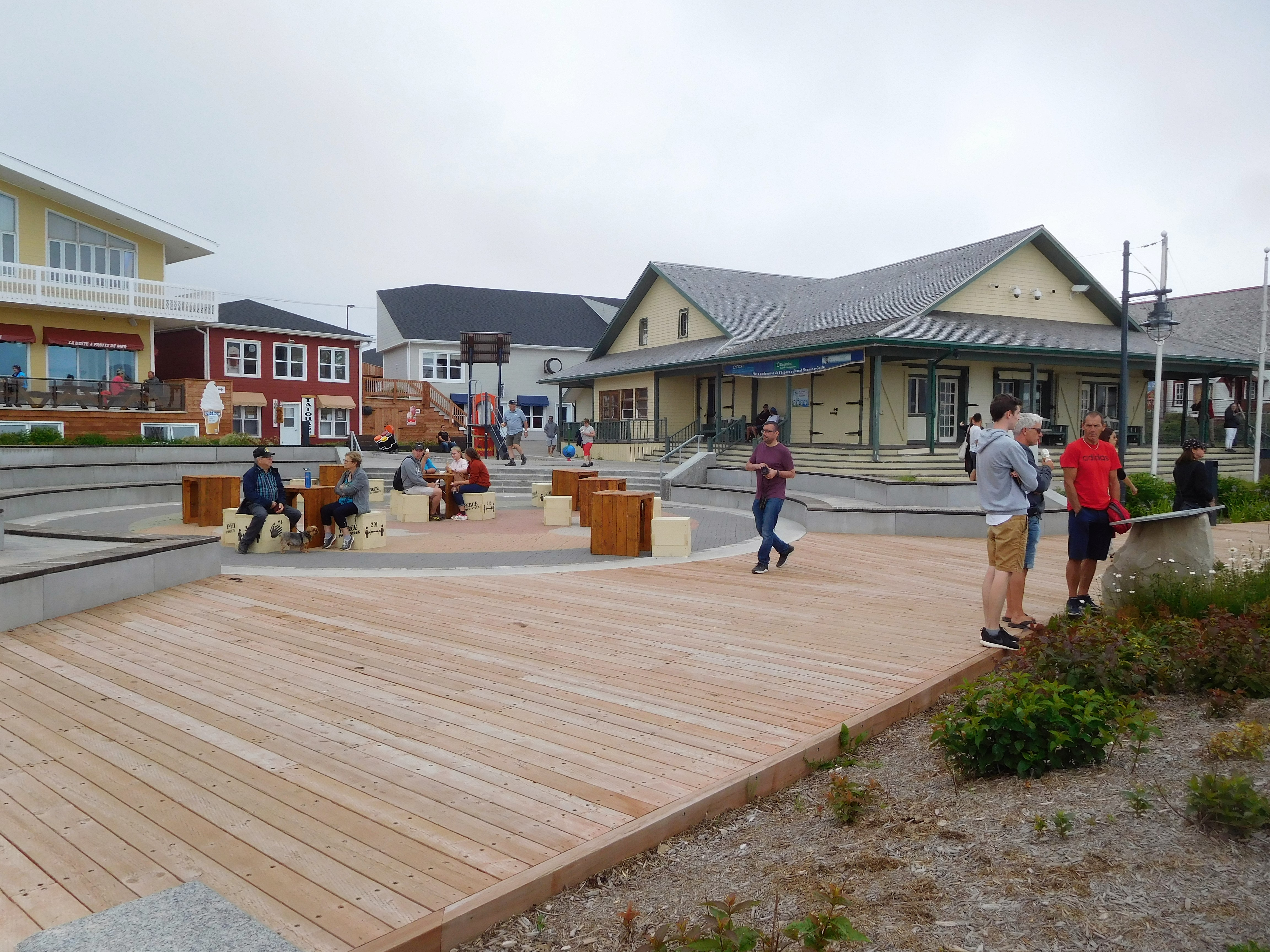
Espace culturel Suzanne Guité, Percé

L'Espace culturel Suzanne-Guité à Percé ainsi que la Place Suzanne-Guité à New Richmond ont été nommés en son honneur. 

## Œuvre
Dans son travail, elle explore des thèmes universels relatifs à l'humanité en interaction avec l'univers et est influencée par les arts des civilisations anciennes, en particulier les arts précolombiens.
Son travail apparait dans les expositions organisées au Musée d'art contemporain de Montréal, au Musée du Québec - aujourd’hui le Musée national des beaux-arts du Québec (MNBAQ) -  et au Musée Rodin à Paris. Les œuvres de Suzanne Guité se retrouvent dans des collections privées, des entreprises et des collections publiques, y compris le Musée national des beaux-arts du Québec (MNBAQ) où est exposé Le Chercheur d’espace (1948), le Musée du Bas-Saint-Laurent, le Musée de la Gaspésie, le Musée d'art contemporain de Montréal, le Musée des beaux-arts de Nouvelle-Écosse, le Musée royal de l'Ontario et le Musée d'art de Joliette. Le Musée de la Gaspésie organise en 1992 une rétrospective de son œuvre.

### Quelques œuvres

#### Sculptures
- Le Chercheur d'espace, 1948, pierre, 43,2 x 21,5 x 26,4 cm (tête); 62,5 x 23,5 x 35,5 cm (avec socle), Musée national des beaux-arts du Québec, Québec[13].
- Rites du printemps, 1964, bois, 51 x 37,6 x 44,2 cm, Musée national des beaux-arts du Québec, Québec[14].
- Personnage, 1965?, bois, 117,8 x 32 x 28,5 cm, Musée national des beaux-arts du Québec, Québec[15].

##### Peinture
- Sans titre, entre 1950 et 1980, huile sur papier, entre 1950 et 1980, Musée national des beaux-arts du Québec, Québec[16].

## Expositions
- Cercle universitaire, Montréal, avril 1950[17].
- Sculptures et dessins de Suzanne Guité, Galerie Agnès Lefort, 5 au 19 mai 1951.
- Musée d'art de São Paulo, 1959.
- Suzanne Guité. Sculptures et tapisseries, Musée du Québec, 1er septembre au 17 octobre 1977.
- Musée de la Gaspésie, Rétrospective, 1992.